# ماثيو بيرد (ممثل أمريكي)
ماثيو بيرد (بالإنجليزية: Matthew Beard)‏ هو ممثل أمريكي، ولد في 1925 في لوس أنجلوس في الولايات المتحدة، وتوفي بنفس المكان في 8 يناير 1981 بسبب سكتة وذات الرئة.

## أعمال

### أفلام
- (1930) معلم الحيوانات الأليفة
- (1978) قصة بدي هولي

## وصلات خارجية
- ماثيو بيرد على موقع IMDb (الإنجليزية)
- ماثيو بيرد على موقع تيرنر كلاسيك موفيز (الإنجليزية)
- ماثيو بيرد على موقع أول موفي (الإنجليزية)
- ماثيو بيرد على موقع قاعدة بيانات الأفلام السويدية (السويدية)
- ماثيو بيرد على موقع إن إن دي بي (الإنجليزية)
- ماثيو بيرد على موقع قاعدة بيانات الفيلم (الإنجليزية)